# Добрий театр
Фестиваль «Добрий театр» — міжнародний театральний фестиваль, що проводиться раз на два роки в місті Енергодар, Запорозької області. В фестивалі беруть участь як професійні, так і аматорські театральні колективи з різних країн. Головний приз фестивалю — «Срібний дзвіночок за самий добрий спектакль».

## Історія фестивалю

### IX фестиваль (2008)

#### Програма
- Національний академічний театр російської драми імені Лесі Українки ( Україна, Київ)
  - Спектакль «СолдАтики» («Чморик, або Підсобне господарство»), В. В. Жеребцов; режисер К. Кашліков
- Київський академічний театр драми і комедії на лівому березі Дніпра ( Україна, Київ)
  - Спектакль «Одруження», М. В. Гоголь, режисер Ю. Одинокий
- «Наш театр» ( Росія, Санкт-Петербург)
  - Спектакль «Я — Медея!», Жан Ануй, режисер Л. Стукалов
- Гомельський обласний драматичний театр ( Білорусь, Гомель)
  - Спектакль «Правда — добре, а щастя краще», О. М. Островський, режисер В. Барковський
- Театр «Атомік» ( Україна, Енергодар)
  - Спектакль «Русалка», О. С. Пушкін, режисер М. Ізосімов
- Хімкинській драматичний театр «Наш дім» ( Росія, Хімки)
  - Спектакль «Чичиков і Ко» М. В. Гоголь, режисер С. Постний
  - Казка «Полуничне королівство», В. Зімін (поза конкурсом)
- Дніпропетровський міський молодіжний театр «Віримо!» ( Україна, Дніпропетровськ)
  - Спектакль «Безприданник», Л. М. Разумовская, режисер В. Петренко
  - Казка «Срібна казка», М. Бартєнєв (поза конкурсом)
- Нижньогородський обласний драматичний театр ( Росія, Саров)
  - Комедія «Різдвяні марення» («Поки вона вмирала»), Н. М. Птушкіна, режисер В. Богомазов
- Корольовській драматичний театр ( Росія, Корольов)
  - Спектакль «Чоловіка та жінки» (за п'єсою «Вдови»), С. Мрожек, режисер А. Крючков
  - Казка «Видатне жабеня», Л. Устинов (поза конкурсом)
- Київський камерний театр-студія «Дивний замок» ( Україна, Київ)
  - Спектакль «Маска червоної смерті» за мотивами новел Едґара По «Вільям Вільсон», «Король Чума» та «Маска червоної смерті», сценарист і режисер Є. Іванченко
  - Казка «Жаба», Є. Іванченко (поза конкурсом)
- Студентський театр Харківського університету мистецтв ім. Котляревського ( Україна, Харків)
  - Експериментальний етюд «Весна, яка схожа на осінь», О. Гринів
  - Музикально-силуетний етюд «Ілюзія дійсності», А. Солоняк

#### Нагороди
- Головний приз «Срібний дзвіночок» — Спектакль «СолдАтики» («Чморик, або Підсобне господарство»), Національний академічний театр російської драми імені Лесі Українки
- Найкраща режисура — Л. Я. Стукалов, Спектакль «Я — Медея!», «Наш театр»
- Найкраща чоловіча роль — В. В. Горянський («Підколесин»), Спектакль «Одруження», Київський академічний театр драми і комедії на лівому березі Дніпра
- Найкраща жіноча роль — М. О. Семенова («Медея»), Спектакль «Я — Медея!», «Наш театр»
- Найкраща чоловіча роль другого плану — В. Красовський («Плюшкин»), Спектакль «Чичиков і Ко», Хімкинській драматичний театр «Наш дім»
- Найкраща жіноча роль другого плану — Ф. Церокова («Баба Паша»), Спектакль «Безприданник», Дніпропетровський міський молодіжний театр «Віримо!»
- Спеціальний приз «За творче переосмислення драматургічної спадщини О. С. Пушкіна», Спектакль «Русалка», Театр «Атомік»
- Спеціальний приз «Надія фестивалю» — М. Подлужна («Русалонька»), Спектакль «Русалка», Театр «Атомік»
- Спеціальний приз «За успіхи в вихованні сучасного синтетичного актора» — кафедра майстерності актора і режисури театру анімації Харківського університету мистецтв ім. Котляревського.

### X фестиваль (2010)

#### Програма
- Євпаторійський театр на ходулях ( Україна, Євпаторія)
  - Участь в урочистому відкритті фестивалю
- Народний театр ДК Сучасник та Театр «Атомік» ( Україна, Енергодар)
  - Комедія «Сон літньої ночі», Вільям Шекспір
- Запорізький академічний театр молоді ( Україна, Запоріжжя)
  - Казка «Терем-теремок», Самуїл Маршак, реж. В. Голяк
  - Сон-ява «Жінка в стилі осінь», В. Дяченко
- Театр «Листопад» ( Росія, Нижній Новгород)
  - Трагіфарс «Справа Свята», А. Буляков
  - Буфонада «Ці смішні люди», Н. Тефі, А. Аверченко
  - «Кольорові олівці», Є. Липатова
- «Наш театр» ( Росія, Санкт-Петербург)
  - «Лавка», О. Гельман
  - Комедія «Людина і джентльмен», Едуардо Де Філіппо
- Дніпропетровський міський молодіжний театр «Віримо!» ( Україна, Дніпропетровськ)
  - Драма «Останній термін», В. Распутін
  - Спектакль-реквієм «Рядові», О. Дударєв, реж. В. Петренко
- Драматичен театър Враца ( Болгарія, Враца)
  - «Снився біг», М. Булгаков
- Театральна компанія «Бенюк і Хостікоєв», ( Україна, Київ)
  - Драма «Про мишей і людей» за мотивами повісті Джона Стейнбека
- Центр сучасного мистецтва «Нова Сцена» ( Україна, Харків)
  - Весела історія про дивну хворобу Іллі Ілліча «Обломoff», М. Угаров
- Московський обласний державний камерний театр ( Росія, Москва)
  - Фантазії за темою «Дон Кіхот, його слуга, його сни та його кінь», В. Красовський, реж. В. Якунін
- «San-San Театр» Харківського університету мистецтв ім. Котляревського ( Україна, Харків)
  - «Петрушкіна камедь», реж. Ю. Репринцева
- Національний академічний драматичний театр імені Івана Франка, ( Україна, Київ)
  - «На полі крові», Леся Українка
- Київський Вільний театр, ( Україна, Київ)
  - Лірична трагікомедія «Діалог самців» за творами А. Аверченка, В. Распутіна, П. Вежінова, П. Бессона
- Студентський театр Харківського університету мистецтв ім. Котляревського ( Україна, Харків)
  - «Радість доброго народу»
- Національний академічний театр російської драми імені Лесі Українки ( Україна, Київ)
  - Мелодрама «Остання любов», В. Мухарьямов
- Народний артист Росії Георгій Тараторкін
  - «Благословляю все, що було»

#### Нагороди
- «За вірність Доброму театру» — Московський обласний державний камерний театр
- «За довге сценічне існування» — Казка «Терем-теремок», Запорізький академічний театр молоді
- «За пошук самобутності театральної форми» — «San-San Театр»
- Найкращий дебютант фестивалю — Театр «Листопад»
- Найкращі акторські дуети
  - Богдан Бенюк і Анатолій Хостікоєв, «Про мишей і людей», Театральна компанія «Бенюк і Хостікоєв»
  - Давид Бабаєв і Наталія Кудря, «Остання любов», Національний академічний театр російської драми імені Лесі Українки
- Найкраща чоловіча роль
  - Юрій Лисняк («Кульбабка»), «Рядові», Дніпропетровський міський молодіжний театр «Віримо!»
  - Петро Нікітін («Ілля Обломов»), «Обломoff», Центр сучасного мистецтва «Нова Сцена»
  - Віталій Горбунов («Нік Навій»), «Сон літньої ночі», Театр «Атомік»
- Найкраща жіноча роль — Юлія Молчанова («Віра»), «Лавка», «Наш театр»
- Гран-прі фестивалю  — «Рядові», Дніпропетровський міський молодіжний театр «Віримо!»

### XI фестиваль (2012)

#### Програма
- Московський обласний державний камерний театр ( Росія, Москва)
  - Притча «Готель двох світів», Ерік-Емманюель Шмітт
- Театр «Атомік» ( Україна, Енергодар)
  - Скоморошина «Шукай вітру в полі», В. Ліфшиц, реж. М. Ізосімов
- Театрик «Гамаюн» ( Україна, Дніпропетровськ)
  - Пластична комедія «Homo zappiens», В. Пелевін
- Київський академічний драматичний театр на Подолі ( Україна, Київ)
  - Драма «Минулим літом у Чулимську», О. Вампілов, худ. кер. та реж. В. Малахов
  - Розповідь про єврейське щастя «Льовушка», А. Крим, реж. І. Славинський
- Театр «Листопад» ( Росія, Нижній Новгород)
  - Комедія «Прийшов чоловік до жінки», С. Злотников
  - Комедія «Острів нашої любові та надії», Г. Соловський
- Центр сучасного мистецтва «Нова Сцена» ( Україна, Харків)
  - Анекдот в двох діях «Полонені духи» «Пум-па-па» за п'єсою братів Преснякових «Полонені духи», худ. кер. і пост. М. Осипов, реж. О. Солопов
- Театр імені Уршули Радзивіл ( Білорусь, Несвіж)
  - Сентиментальна комедія «Поки вона вмирала», Н. М. Птушкіна
- Муніципальний драматичний театр «Велике Гніздо» ( Росія, Дмитров)
  - Комедія «Сімейний портрет з дензнаками», С. Лобозєров, худ. кер. Д. Юмашев
- Дніпропетровський міський молодіжний театр «Віримо!» ( Україна, Дніпропетровськ)
  - Трагікомічна казка «Крук», Карло Ґоцці, худ. кер. та реж. В. Петренко
- Київський академічний театр драми і комедії на лівому березі Дніпра ( Україна, Київ)
  - Комедія «Не все коту масляна», О. М. Островський, реж.-пост. О. Лисовець
- «Наш театр» ( Росія, Санкт-Петербург)
  - Лірична комедія «Halpern & Johnson», Л. Гольдштейн
  - Фарс для дуже розумних «Стриптиз», С. Мрожек
- Національний академічний театр російської драми імені Лесі Українки ( Україна, Київ)
  - Колаж з міні-спектаклів «1001 пристрасть, або дрібниці життя» за оповіданнями А. П. Чехова, реж.-пост. М. Резнікович

#### Нагороди
- Спеціальний приз журі — Скоморошина «Шукай вітру в полі», Театр «Атомік»
- Номінація «За щирість та подвижництво в служінні театру» — Театр «Листопад», худ. кер. Ірина Кучина
- Номінація «Найкращий акторський ансамбль» — Комедія «Сімейний портрет з дензнаками», Муніципальний драматичний театр «Велике Гніздо»
- Номінація «Театральний експеримент» — Трагікомічна казка «Крук», Дніпропетровський міський молодіжний театр «Віримо!»
- Номінація «Найкраще музичне рішення» — Комедія «Не все коту масляна», Київський академічний театр драми і комедії на лівому березі Дніпра
- Номінація «Найкраща чоловіча роль» — Олександр Бондаренко («Мигуєв»), «1001 пристрасть, або дрібниці життя», Національний академічний театр російської драми імені Лесі Українки
- Номінація «Найкраща чоловіча роль» — Ігор Волков («Шаманов»), «Минулим літом у Чулимську», Київський академічний драматичний театр на Подолі
- Номінація «Найкраща жіноча роль» — Булітко Вікторія («Валентина»), «Минулим літом у Чулимську», Київський академічний драматичний театр на Подолі
- Номінація «Найкраща жіноча роль» — Ольга Солонецька («Маменька»), «Пум-па-па», Центр сучасного мистецтва «Нова Сцена»
- Номінація «Найкраща режисерська робота» — Лев Стукалов за «Halpern & Johnson» і «Стриптиз», «Наш театр»
- Головний приз фестивалю «Срібний дзвіночок» в цьому році не вручався

### XII фестиваль (2014)
В 2014 році фестиваль не проводився.